# Charlie Cardona
Charlie Cardona ist ein kolumbianischer Salsamusiker.

## Werdegang
Charlie Cardona wurde am 8. Juli 1967 in Bogotá geboren. Sein Vater war Musiklehrer und förderte das musikalische Talent seines Sohnes. 1985 hatte er nach seinem Bachelorabschluss sein Debüt als Musiker in der Gruppe La Máxima de Mañungo. 1987 nahm er mit der Band Fuerza Caribe ein Album mit Salsa und Tropical Songs auf. 1990 erhielt er von Jairo Varela eine Einladung in seiner Band Grupo Niche den zurückgetretenen Sänger Tito Gómez zu vertreten. Sein Auftritt in einer der bekanntesten und beliebtesten Salsabands Lateinamerikas wurde zu einer Feuertaufe für Charlie Cardona. Cardona zog nach Cali um und hatte sehr großen Erfolg mit den Songs der Grupo Niche wie Hagamos Lo Que Diga El Corazón, Mi Pueblo Natal, Duele Más und Un Alto En El Camino. 1994 wurde Grupo Niche mit dem Titel beste Salsagruppe des Jahres ausgezeichnet.
Später begann Cardona seine Solokarriere und unterschrieb einen Plattenvertrag bei WEA Latina in Miami. Sein Musikstil wird als sehr melodisch, rhythmisch, unter Einbeziehung typischer kolumbianischer Stilelemente beschrieben. Zu seinen bekanntesten Hits gehören De Amor ya no se muere, Antes de ti, Te pido la paz, Para olvidarla und Te quiero tanto.

## Diskografie
- Mi Propria Aventura (1998)
- El Amor Todo Lo Puede (1999)